# Saint-Marc-du-Cor
Saint-Marc-du-Cor ist eine französische Gemeinde mit 183 Einwohnern (Stand: 1. Januar 2022) im Département Loir-et-Cher in der Region Centre-Val de Loire. Sie gehört zum Kanton Le Perche im Arrondissement Vendôme. 

## Geographie
Saint-Marc-du-Cor liegt etwa 55 Kilometer nordnordwestlich von Blois und etwa 63 Kilometer nordnordöstlich von Tours.
Die Gemeinde grenzt an Choue im Norden und Westen, an La Chapelle-Vicomtesse im Nordosten, an Romilly im Osten und Südosten, an Beauchêne im Süden sowie an Le Temple im Südwesten.

## Bevölkerungsentwicklung
| Jahr                       | 1962 | 1968 | 1975 | 1982 | 1990 | 1999 | 2006 | 2017 |
| -------------------------- | ---- | ---- | ---- | ---- | ---- | ---- | ---- | ---- |
| Einwohner                  | 292  | 254  | 219  | 206  | 195  | 171  | 183  | 183  |
| Quellen: Cassini und INSEE |      |      |      |      |      |      |      |      |

## Sehenswürdigkeiten
- Kirche Saint-Médard